# 我妻ゆりか
我妻 ゆりか（わがつま ゆりか、2000年5月15日 - ）は、日本のグラビアアイドル。千葉県出身。ゼロイチファミリア所属。

## 略歴・人物
- 生まれつき感音性難聴[4]で、3歳ぐらいから「聞こえの教室」に通い、舌の動かし方など発声練習をしていたため、健常者同様に会話できる[5][6]。
- 両耳に補聴器を装着して芸能活動を行なっている[7]。2021年2月1日には同日発売の漫画雑誌『ビッグコミックスピリッツ』9号（小学館）で表紙と巻頭グラビアを飾り[8]、同年2月6日にはニュース番組『新・情報7Daysニュースキャスター』 (TBS) にて3か月にわたる密着取材が放送された[9]。なお、後者では難聴者や耳の不自由な視聴者から、「ゆりかちゃんを見て勇気をもらえました」との反響をもらったという[10]。
- グラビアアイドルとしての活動以外に、補聴器メーカー・オーティコン主催のトークショー[4]や、NPO法人主催の『2020年超福祉展』[11]に出演するなど、活動の幅を広げている。

## 作品

### イメージDVD
- VenusFilm Vol.8（2020年2月21日、イーネット・フロンティア）[12]
- 好きになってもいいですか？（2020年8月21日、イーネット・フロンティア）[13]
- ずっと、君が好き（2021年3月24日、イーネット・フロンティア）[14]
- そんな君が好きだよ！ちゅっ（2022年7月22日、竹書房）[15]
- 君と遠距離恋愛中（2023年11月13日、AiconiQ Pictures）[16]
- わがままな彼女（2025年8月29日、竹書房）[17]

### 写真集
- ゼロイチファミリア フォトブック「ETERNAL SUNSET」（2020年1月1日、イマコレ）
- あの子のパジャマ（2020年4月27日、玄光社）[18] - ISBN 978-4-76-831324-4 ※岸みゆ（#ババババンビ）と共演
- ゼロイチファミリア フォトブック「SEPTEMBER COWGIRL」（2021年2月17日、イマコレ）
- わがままゆりかの天使な笑顔（2021年11月30日、小学館）[19] - ISBN 978-4-09-682377-4

### デジタル写真集
- ゆりかの大冒険（2021年1月29日、集英社）[20]
- 春風を感じて（2021年3月22日、集英社）[21]